# El Oasis
För andra betydelser, se El Oasis (olika betydelser).
El Oasis är en colombiansk TV-serie från 1994. Shakira hade en roll i serien.

## Rollista (urval)
- Leonor Arango
- Rosemary Bohorquez
- Pedro Mogollon - Severo Rico/Misael Perdigon
- Talú Quintero - Eulalia
- Pedro Rendón - Salomon
- Mariela Rivas - Agripina
- Shakira - Luisa Maria
- Mauro Urquijo
- Toto Vega - Liberto
- Diego Vélez - Inocencio